# Fredrik Giöbel
Carl Fredrik Giöbel, född 13 maj 1869 vid Hasselfors i Skagershults socken, död 22 april 1922 i Stockholm, var en svensk skogsman.
Fredrik Giöbel var son till jägmästaren Adrian Giöbel, brorson till Selma Giöbel och bror till Gunnar Giöbel. Han avlade mogenhetsexamen i Strängnäs 1888 och utexaminerades från Skogsinstitutet 1891. Giöbel tjänstgjorde därefter som extra och tillförordnad jägmästare i bergslagsdistriktet, Örebro revir och Askersunds revir samt utnämndes 1906 till byråchef i Domänstyrelsen. Han var skogsförvaltare vid Hasselfors bruk 1891–1907 och vid flera gruvbolags skogar i Nora bergslag 1891–1921 samt utövade därutöver tillsyn över skogsskötseln på flera stora egendomar i Närke, Södermanland och Uppland. Giöbel gjorde sig känd som en aktiv främjare av naturskydd. Han deltog i bildandet av Svenska Naturskyddsföreningen 1909 och tillhörde dess styrelse från 1924 samt var från 1907 suppleant i styrelsen för Svenska skogsvårdsföreningen.